# 味岡村
味岡村（あじおかむら）は、かつて愛知県西北部にあった村である。かつての所在地は、現在の小牧市中部にあたる。1889年（明治22年）に東春日井郡の5つの村（二重堀村、東田中村、文津村、本庄村、小松寺村）が合併して、誕生した。その後1906年（明治39年）に更に2つの村（岩崎村、久保一色村）とも合併する。そして1955年（昭和30年）1月1日に同郡の小牧町と篠岡村と合併し、廃止された。1968年（昭和43年）4月25日に東名高速道路、名神高速道路が小牧インターチェンジで接続開通後、味岡地域の大半の地域は高速道路の北側となったが二重堀だけ南側となった。イオン小牧店は元々の住所は二重堀だったが小牧市中心部の区画整理の影響で住所が変わっている。

## 沿革
- 1889年（明治22年） - 5つの村（小松寺、東田中、二重堀、文津、本庄）が合併し誕生。
- 1906年（明治39年） - 2つの村（岩崎村、久保一色村）と合併。
- 1955年（昭和30年）1月1日 - 東春日井郡の小牧町・篠岡村と合併。小牧市に。

## 行政

### 歴代村長
- 松浦甚平（1889年11月28日 - 1893年11月27日）
- 松永德右衛門（1893年11月28日 - 1894年5月11日）
- 松浦甚平（1894年6月26日 - 1898年6月25日）
- 長田英治（1898年7月6日 - 1910年10月28日）
- 平手國之助（1910年10月29日 - 1914年11月28日）
- 今枝馬太郎（1914年11月17日 - 1917年10月11日）
- 松永恒三郎（1918年1月28日 - 1920年6月16日）
- 小島宮吉（1920年10月15日 - 1921年10月21日）
- 松永恒三郎（1922年2月8日 - 1930年2月7日）
- 丹羽欽治（1930年2月24日 - 1938年2月23日）
- 玉置庄五郎（1938年3月5日 - 1938年6月25日）
- 丹羽欽治（1938年6月29日 - 1946年11月5日）
- 山本貞吉（1947年4月5日 - 1951年4月4日）
- 松浦庄五郎（1951年4月26日 - 1954年12月31日）

## 教育
- 味岡村立味岡小学校（現・小牧市立味岡小学校）
- 味岡村立味岡中学校（現・小牧市立味岡中学校）

## 交通
- 名古屋鉄道
  - 小牧線：味岡駅 - 久保一色駅（現・田県神社前駅）

## 史跡など
- 岩崎山
- 小松寺
- 田県神社

## その他
「味岡」とは、この地に古くからある地名である。由来は平安時代末期 - 戦国期に存在した荘園の名である。

## 関連書籍
- 『味岡村勢要覧』（味岡村役場、1935年4月）
- 『小牧市史』小牧市史編集委員会/編（小牧市、1977年3月）
- 『東春日井郡誌』（東春日井郡役所、1923年7月17日）